# العلاقات التركية الفنلندية
العلاقات التركية الفنلندية هي العلاقات الثنائية التي تجمع بين تركيا وفنلندا.

## مقارنة بين البلدين
هذه مقارنة عامة ومرجعية للدولتين:
| وجه المقارنة                                              | تركيا         | فنلندا                                                                               |
| --------------------------------------------------------- | ------------- | ------------------------------------------------------------------------------------ |
| المساحة (كم2)                                             | 783.56 ألف    | 338.42 ألف                                                                           |
| عدد السكان (نسمة)                                         | 80.14 مليون   | 5.52 مليون                                                                           |
| الكثافة السكانية (ن./كم²)                                 | 102.28        | 16.31                                                                                |
| العاصمة                                                   | أنقرة         | هلسنكي                                                                               |
| اللغة الرسمية                                             | اللغة التركية | اللغة الفنلندية، اللغة السويدية                                                      |
| العملة                                                    | ليرة تركية    | يورو، ماركا فنلندية                                                                  |
| الناتج المحلي الإجمالي (بليون دولار)                      | 851.10 مليار  | 251.88 مليار                                                                         |
| الناتج المحلي الإجمالي (تعادل القوة الشرائية) بليون دولار | 1.57 تريليون  | 231.84 مليار                                                                         |
| الناتج المحلي الإجمالي الاسمي للفرد دولار أمريكي          | 9.12 ألف      | 42.31 ألف                                                                            |
| الناتج المحلي الإجمالي للفرد دولار أمريكي                 | 19.79 ألف     | 40.68 ألف                                                                            |
| مؤشر التنمية البشرية                                      | 0.761         | 0.883                                                                                |
| رمز المكالمات الدولي                                      | +90           | +358                                                                                 |
| رمز الإنترنت                                              | .tr           | .fi                                                                                  |
| المنطقة الزمنية                                           | ت ع م+03:00   | ت ع م+02:00، ت ع م+03:00، أوروبا/هلسنكي ‏، توقيت شرق أوروبا، توقيت شرق أوروبا الصيفي ‏ |

## مدن متوأمة
في ما يلي قائمة باتفاقيات التوأمة بين مدن تركية وفنلندية:
- ترتبط بورصة مع أولو باتفاقية توأمة منذ 1971.
- ترتبط مرعش مع لوفيسا باتفاقية توأمة.

## منظمات دولية مشتركة
يشترك البلدان في عضوية مجموعة من المنظمات الدولية، منها:
| علم المنظمة | اسم المنظمة                               | تاريخ انضمام تركيا | تاريخ انضمام فنلندا |
| ----------- | ----------------------------------------- | ------------------ | ------------------- |
|             | بنك التنمية الآسيوي                       | 1991               | 1966                |
|             | وكالة ضمان الاستثمار متعدد الأطراف        | 3 يونيو 1988       | 28 ديسمبر 1988      |
|             | منظمة التعاون الاقتصادي والتنمية          | ?                  | 1969                |
|             | الأمم المتحدة                             | 24 أكتوبر 1945     | 14 ديسمبر 1955      |
|             | الوكالة الدولية للطاقة                    | ?                  | ?                   |
|             | الفريق المعني برصد الأرض                  | ?                  | ?                   |
|             | مركز تنسيق الحركة في أوروبا ‏              | ?                  | ?                   |
|             | منظمة حظر الأسلحة الكيميائية              | ?                  | ?                   |
|             | منظمة التجارة العالمية                    | 26 مارس 1995       | 1995                |
|             | منظمة الشرطة الجنائية الدولية             | ?                  | ?                   |
|             | البنك الإفريقي للتنمية                    | ?                  | ?                   |
|             | منظمة الأمن والتعاون في أوروبا            | 25 يونيو 1973      | 25 يونيو 1973       |
|             | مؤسسة التنمية الدولية                     | 22 ديسمبر 1960     | 29 ديسمبر 1960      |
|             | نظام تحكم تكنولوجيا القذائف               | 1997               | 1991                |
|             | يونسكو                                    | 4 نوفمبر 1946      | 10 أكتوبر 1956      |
|             | مجلس أوروبا                               | 9 أغسطس 1949       | 5 مايو 1989         |
|             | الاتحاد البريدي العالمي                   | ?                  | ?                   |
|             | البنك الدولي للإنشاء والتعمير             | 11 مارس 1947       | 14 يناير 1948       |
|             | اتفاقية السماوات المفتوحة                 | ?                  | ?                   |
|             | المنظمة الهيدروغرافية الدولية             | ?                  | ?                   |
|             | الاتحاد الدولي للاتصالات                  | 1866               | 1 سبتمبر 1920       |
|             | مؤسسة التمويل الدولية                     | 19 ديسمبر 1956     | 20 يوليو 1956       |
|             | المنظمة الأوروبية لسلامة الملاحة الجوية   | 1989               | 2001                |
|             | المركز الدولي لتسوية المنازعات الاستشارية | 2 أبريل 1989       | 8 فبراير 1969       |
|             | مجموعة أستراليا                           | 2000               | 1991                |
|             | مجموعة الموردين النوويين                  | ?                  | ?                   |

## أعلام
هذه قائمة لبعض الشخصيات التي تربطها علاقات بالبلدين:
- أنطون أوداباسي (لاعب كرة سلة فنلندي، 8 أغسطس 1995 – )
- الأتراك في فنلندا
- إبراهيم كوسي (لاعب كرة قدم فنلندي، 4 مارس 1992[25] – )

## وصلات خارجية
- موقع وزارة الخارجية التركية
- موقع وزارة الخارجية الفنلندية